# Massa Fermana
Massa Fermana település Olaszországban, Marche régióban, Fermo megyében. Lakosainak száma 882 fő (2023. január 1.). Massa Fermana Mogliano, Montegiorgio, Montappone, Fermo és Loro Piceno községekkel határos.

## Népesség
A település lakossága az elmúlt években az alábbi módon változott:
| Lakosok száma | 939  | 918  | 882  |
|               | 2017 | 2018 | 2023 |